# Citroën ZX
Citroën ZX var en lille mellemklassebil fra den franske bilfabrikant Citroën.
Modellen kom på markedet i foråret 1991. I den første tid fandtes den kun som femdørs hatchback, men i efteråret 1992 tilkom en version med tre døre og i slutningen af 1993 en stationcar.
I sommeren 1994 gennemgik modellen et facelift, inden den i slutningen af 1997 blev afløst af Citroën Xsara. Modellen blev dog fortsat produceret i Kina helt frem til 2009.

## Citroën Projekt N2
PSA overtog i 1978 Chrysler Europe. Talbot havde med Horizon en model i kompaktklassen, mens Citroën GSA tilhørte den lille mellemklasse og i 1982 blev afløst af den store mellemklassebil BX. Citroën Visa lå mellem mini- og kompaktklassen, og da Talbot Arizona skulle afløse Horizon i kompaktklassen havde Citroën ikke selv planlagt en model i kompaktklassen som direkte efterfølger for GSA. Overtagelsen af Chrysler Europe bragte PSA i finansielle vanskeligheder og herved skulle alle risici undgås, hvilket også havde indflydelse på Citroëns fremtidige modelpolitik.
I 1984 besluttede PSA at afskaffe varemærket Talbot. Den som Talbot Arizona planlagte model blev derfor i stedet introduceret som Peugeot 309. For den mellem kompaktklassen og mellemklassen placerede Peugeot 305 var den til mellemklassen hørende efterfølger 405 allerede næsten færdigudviklet. PSA havde derfor i nær fremtid behov for en ny model i kompaktklassen, og det var nemmere at integrere Talbot Arizona med mindre modifikationer i Peugeots modelprogram. Derfor blev det først i 1985 besluttet at udvikle en efterfølger for GSA for at lukke hullet i modelprogrammet i den nu vigtigere kompaktklasse. Dette projekt, N2, blev i første omgang overdraget til Bertone som i 1986 præsenterede den første prototype.
Ligesom med den mindre Citroën AX var det fra starten planen at bruge så mange fælles dele fra PSA-koncernen som muligt, hvilket gjorde at den for Citroën typiske hydropneumatik ikke kom til indsats da forsøg med kun én fjederkugle per aksel ikke udviste gode køreegenskaber og en konstruktion med én kugle per hjul ville blive for dyr at producere. De af Bertone forslåede prototyper til den kommende Citroën XM synes Citroën i 1988 var for teknisk avancerede og luksuriøse til at kunne danne basis for en kompaktklassemodel. Citroëns designcenter i Vélizy påbegyndte derfor en simplere designudvikling af de hidtidige prototyper, hvorved modellens introduktion igen blev udskudt. Resultatet heraf blev den i 1991 præsenterede Citroën ZX.

## Modelhistorie
ZX kom på markedet i marts 1991 som femdørs hatchback, og var Citroëns første lille mellemklassebil. Den blev valgt til Årets Bil i Danmark 1992.
Tredørsversionen fulgte i oktober 1992 sammen med den sportslige version ZX 16V. Indtil da var topmodellen i ZX-serien ZX Volcane, som kun fandtes som femdørs og havde et righoldigt udstyrsniveau.
Fra og med januar 1993 blev platformen og teknikken fra ZX også brugt til Peugeot 306, som blev væsentligt mere succesfuld end sin tekniske tvilling. Også LAV'erne Citroën Berlingo og Peugeot Partner benyttede samme tekniske basis, og senere sågar efterfølgeren Xsara.
Motorprogrammet startede med en 1,1-liters benzinmotor med 44 kW (60 hk) fra TU-serien. Sportsversionen ZX 16V var udstyret med en 2,0-litersmotor (type XU) med 16 ventiler og 112 kW (152 hk), senere 120 kW (163 hk).
I forhold til sine konkurrenter havde ZX mere kabineplads og et for Citroën atypisk design. Karrosseriets nederste del var forzinket og beskyttede bilen effektivt mod korrosion, hvilket i denne bil- og prisklasse på daværende tidspunkt var ret atypisk. Også i dag er mange af de tilbageværende ZX'ere rustfrie.
Bemærkelsesværdig var ligeledes den enarmede forrudevisker, som ikke forblev i produktion men på efterfølgeren Xsara blev afløst af igen to viskere. Den havde tidligere ligeledes været monteret på andre Citroën-modeller som f.eks. AX, BX, CX og Visa.
Den kinematisk medstyrende bagaksel blev første gang benyttet i Citroën ZX og i den følgende tid på alle Citroën-modeller med langsgående bagaksel, som f.eks. Saxo og Xsara. Den maksimale styrevinkel var 2°.
I november 1993 blev stationcarversionen ZX Break introduceret i Frankrig.
- Bagfra
- Citroën ZX tredørs (1992−1994)
- Kombiinstrument

### Facelift
I juli 1994 gennemgik modelserien et facelift. De faceliftede ZX'ere kan kendes på kølergrillen som blev adskilt fra motorhjelmen, andre skørter og et lige udstødningsrør med blænde i stedet for et afvinklet.
- Citroën ZX femdørs (1994−1997)
- Citroën ZX Break (1994−1998)

I efteråret 1997 kom hatchbackudgaven af afløseren Xsara på markedet. Stationcarudgaven Break blev dog fortsat produceret frem til februar 1998.

## Sikkerhed
Det svenske forsikringsselskab Folksam vurderer flere forskellige bilmodeller ud fra oplysninger fra virkelige ulykker, hvorved risikoen for død eller invaliditet i tilfælde af en ulykke måles. I rapporterne Hur säker är bilen? er/var Citroën ZX klassificeret som følger:
- 1999: Mindst 20 % bedre end middelbilen[4]
- 2001: Som middelbilen[5]
- 2003: Ned til 15 % dårligere end middelbilen[6]
- 2005: Som middelbilen[7]
- 2007: Dårligere end middelbilen[8]
- 2009: Dårligere end middelbilen[9]
- 2011: Dårligere end middelbilen[10]
- 2013: Som middelbilen[11]
- 2015: Mindst 20 % dårligere end middelbilen[12]
- 2017: Mindst 40 % dårligere end middelbilen[13]

## Tekniske data

### Benzinmotorer

#### 1,1 til 1,6 liter
|                                                | 1.1i                | 1.4                 | 1.4i                | 1.4i                | 1.6i                | 1.6i                | 1.8i                            |
| Byggeperiode                                   | 3/1991−6/1997       | 3/1991−10/1994      | 3/1991−10/1994      | 10/1994−2/1998      | 3/1991−10/1994      | 10/1994−2/1998      | 7/1992−2/1998                   |
| Motordata                                      |                     |                     |                     |                     |                     |                     |                                 |
| Motorkode                                      | TU1 M/Z (HDZ)       | TU3 2/K             | TU3 M/Z (KDX)       | TU3 JP (KFX)        | XU5 M/4Z/K (BDY)    | XU5 JP/Z (BFZ)      | XU7 JP/Z (LFZ)                  |
| Motortype                                      | R4-benzinmotor      | R4-benzinmotor      | R4-benzinmotor      | R4-benzinmotor      | R4-benzinmotor      | R4-benzinmotor      | R4-benzinmotor                  |
| Antal ventiler pr. cylinder                    | 2                   | 2                   | 2                   | 2                   | 2                   | 2                   | 2                               |
| Ventilstyring                                  | OHC, tandrem        | OHC, tandrem        | OHC, tandrem        | OHC, tandrem        | OHC, tandrem        | OHC, tandrem        | OHC, tandrem                    |
| Fødesystem                                     | Monopoint           | Karburator          | Monopoint           | Multipoint          | Monopoint           | Multipoint          | Multipoint                      |
| Katalysator                                    | Ja                  | Nej                 | Ja                  | Ja                  | Ja/nej              | Ja                  | Ja                              |
| Trykladning                                    | –                   | –                   | –                   | –                   | –                   | –                   | –                               |
| Køling                                         | Vandkøling          | Vandkøling          | Vandkøling          | Vandkøling          | Vandkøling          | Vandkøling          | Vandkøling                      |
| Boring × slaglængde                            | 72,0 × 69,0 mm      | 75,0 × 77,0 mm      | 75,0 × 77,0 mm      | 75,0 × 77,0 mm      | 83,0 × 73,0 mm      | 83,0 × 73,0 mm      | 83,0 × 81,4 mm                  |
| Slagvolume                                     | 1124 cm³            | 1361 cm³            | 1361 cm³            | 1361 cm³            | 1580 cm³            | 1580 cm³            | 1761 cm³                        |
| Kompressionsforhold                            | 9,4:1               | 9,3:1               | 9,3:1               | 9,3:1               | 8,95:1              | 9,25:1              | 9,25:1                          |
| Maks. effekt ved omdr./min.                    | 44 kW (60 hk) 6200  | 55 kW (75 hk) 5800  | 55 kW (75 hk) 6200  | 55 kW (75 hk) 5800  | 65 kW (88 hk) 6400  | 65 kW (88 hk) 6000  | 74 kW (101 hk) 6000             |
| Maks. drejningsmoment ved omdr./min.           | 88 Nm 3800          | 116 Nm 3800         | 111 Nm 4000         | 113 Nm 3400         | 132 Nm 3000         | 132 Nm 2600         | 153 Nm 3000                     |
| Kraftoverførsel                                |                     |                     |                     |                     |                     |                     |                                 |
| Drivende hjul                                  | Forhjul             | Forhjul             | Forhjul             | Forhjul             | Forhjul             | Forhjul             | Forhjul                         |
| Gearkasse (standardudstyr)                     | 5-trins manuel      | 5-trins manuel      | 5-trins manuel      | 5-trins manuel      | 5-trins manuel      | 5-trins manuel      | 5-trins manuel                  |
| Gearkasse (ekstraudstyr)                       | –                   | –                   | –                   | –                   | –                   | –                   | 4-trins automatisk (ZF)         |
| Præstationer (fem-/tredørs)                    |                     |                     |                     |                     |                     |                     |                                 |
| Topfart                                        | 161 km/t            | 172 km/t            | 172 km/t            | 172 km/t            | 181 km/t            | 177 km/t            | 188 km/t (176 km/t)             |
| Acceleration 0-100 km/t                        | 16,8 sek.           | 13,7 sek.           | 13,7 sek.           | 13,7 sek.           | 13,5 sek.           | 13,1 sek.           | 11,3 sek. (14,7 sek.)           |
| Brændstofforbrug pr. 100 km ved blandet kørsel | 6,8 liter Blyfri 95 | 6,8 liter Blyfri 95 | 6,8 liter Blyfri 95 | 7,1 liter Blyfri 95 | 7,1 liter Blyfri 95 | 7,2 liter Blyfri 95 | 6,9 liter (7,9 liter) Blyfri 95 |
| Præstationer (Break)                           |                     |                     |                     |                     |                     |                     |                                 |
| Topfart                                        | –                   | –                   | –                   | 165 km/t            | –                   | 172 km/t            | 180 km/t (175 km/t)             |
| Acceleration 0-100 km/t                        | –                   | –                   | –                   | 15,8 sek.           | –                   | 13,8 sek.           | 12,2 sek. (15,2 sek.)           |
| Brændstofforbrug pr. 100 km ved blandet kørsel | –                   | –                   | –                   | 7,1 liter Blyfri 95 | –                   | 7,5 liter Blyfri 95 | 6,9 liter (8,2 liter) Blyfri 95 |

1. 1 2  Kun for visse eksportlande
2. 1 2  Værdier i parentes gælder for versioner med automatgear

#### 1,8 til 2,0 liter
|                                                | 1.8i 16V            | 1.9i                | 1.9i                | 2.0i                            | 2.0i 16V             | 2.0i 16V             | 2.0i 16V             |
| Byggeperiode                                   | 1/1996−2/1998       | 3/1991−7/1992       | 3/1991−7/1992       | 7/1992−6/1997                   | 7/1992−10/1994       | 6/1994−5/1996        | 5/1996−6/1997        |
| Motordata                                      |                     |                     |                     |                                 |                      |                      |                      |
| Motorkode                                      | XU7 JP4 (LFY)       | XU9 JA/K            | XU9 JA/Z (DKZ)      | XU10 J2C/Z (RFX)                | XU10 J4D/Z (RFY)     | XU10 J4D/Z (RFT)     | XU10 J4RS (RFS)      |
| Motortype                                      | R4-benzinmotor      | R4-benzinmotor      | R4-benzinmotor      | R4-benzinmotor                  | R4-benzinmotor       | R4-benzinmotor       | R4-benzinmotor       |
| Antal ventiler pr. cylinder                    | 4                   | 2                   | 2                   | 2                               | 4                    | 4                    | 4                    |
| Ventilstyring                                  | DOHC, tandrem       | OHC, tandrem        | OHC, tandrem        | OHC, tandrem                    | DOHC, tandrem        | DOHC, tandrem        | DOHC, tandrem        |
| Fødesystem                                     | Multipoint          | Multipoint          | Multipoint          | Multipoint                      | Multipoint           | Multipoint           | Multipoint           |
| Katalysator                                    | Ja                  | Nej                 | Ja                  | Ja                              | Ja                   | Ja                   | Ja                   |
| Trykladning                                    | –                   | –                   | –                   | –                               | –                    | –                    | –                    |
| Køling                                         | Vandkøling          | Vandkøling          | Vandkøling          | Vandkøling                      | Vandkøling           | Vandkøling           | Vandkøling           |
| Boring × slaglængde                            | 83,0 × 81,4 mm      | 83,0 × 88,0 mm      | 83,0 × 88,0 mm      | 86,0 × 86,0 mm                  | 86,0 × 86,0 mm       | 86,0 × 86,0 mm       | 86,0 × 86,0 mm       |
| Slagvolume                                     | 1761 cm³            | 1905 cm³            | 1905 cm³            | 1998 cm³                        | 1998 cm³             | 1998 cm³             | 1998 cm³             |
| Kompressionsforhold                            | 10,4:1              | 9,2:1               | 9,2:1               | 9,5:1                           | 10,4:1               | 10,4:1               | 10,8:1               |
| Maks. effekt ved omdr./min.                    | 81 kW (110 hk) 5500 | 96 kW (130 hk) 6000 | 90 kW (122 hk) 6000 | 89 kW (121 hk) 5750             | 112 kW (152 hk) 6500 | 110 kW (150 hk) 6500 | 120 kW (163 hk) 6500 |
| Maks. drejningsmoment ved omdr./min.           | 155 Nm 4250         | 160 Nm 3250         | 153 Nm 3000         | 176 Nm 2750                     | 183 Nm 3500          | 183 Nm 3500          | 193 Nm 5500          |
| Kraftoverførsel                                |                     |                     |                     |                                 |                      |                      |                      |
| Drivende hjul                                  | Forhjul             | Forhjul             | Forhjul             | Forhjul                         | Forhjul              | Forhjul              | Forhjul              |
| Gearkasse (standardudstyr)                     | 5-trins manuel      | 5-trins manuel      | 5-trins manuel      | 5-trins manuel                  | 5-trins manuel       | 5-trins manuel       | 5-trins manuel       |
| Gearkasse (ekstraudstyr)                       | –                   | –                   | –                   | 4-trins automatisk (ZF)         | –                    | –                    | –                    |
| Præstationer (fem-/tredørs)                    |                     |                     |                     |                                 |                      |                      |                      |
| Topfart                                        | 195 km/t            | 205 km/t            | 201 km/t            | 201 km/t (198 km/t)             | 220 km/t             | 220 km/t             | 219 km/t             |
| Acceleration 0-100 km/t                        | 10,5 sek.           | 9,5 sek.            | 9,5 sek.            | 10,2 sek. (11,8 sek.)           | 9,4 sek.             | 9,4 sek.             | 8,5 sek.             |
| Brændstofforbrug pr. 100 km ved blandet kørsel | 7,4 liter Blyfri 95 | 7,8 liter Blyfri 95 | 7,8 liter Blyfri 95 | 7,8 liter (7,7 liter) Blyfri 95 | 7,8 liter Blyfri 95  | 7,8 liter Blyfri 95  | 8,1 liter Blyfri 95  |
| Præstationer (Break)                           |                     |                     |                     |                                 |                      |                      |                      |
| Topfart                                        | 193 km/t            | –                   | –                   | –                               | –                    | –                    | –                    |
| Acceleration 0-100 km/t                        | 11,3 sek.           | –                   | –                   | –                               | –                    | –                    | –                    |
| Brændstofforbrug pr. 100 km ved blandet kørsel | 7,5 liter Blyfri 95 | –                   | –                   | –                               | –                    | –                    | –                    |

1. 1 2  Værdier i parentes gælder for versioner med automatgear

### Dieselmotorer
|                                                | 1.8 D              | 1.9 D                        | 1.9 D              | 1.9 D                        | 1.9 TD                    | 1.9 TD                    |
| Byggeperiode                                   | 6/1993−10/1997     | 3/1991−7/1993                | 7/1993−2/1998      | 7/1993−2/1998                | 6/1992−6/1994             | 10/1993−2/1998            |
| Motordata                                      |                    |                              |                    |                              |                           |                           |
| Motorkode                                      | XUD7 /Z            | XUD9 A (DJZ)                 | XUD9 /Z            | XUD9 /Z                      | XUD9 TE/L (D8B)           | XUD9 TE/Y (DHY)           |
| Motortype                                      | R4-dieselmotor     | R4-dieselmotor               | R4-dieselmotor     | R4-dieselmotor               | R4-dieselmotor            | R4-dieselmotor            |
| Antal ventiler pr. cylinder                    | 2                  | 2                            | 2                  | 2                            | 2                         | 2                         |
| Ventilstyring                                  | OHC, tandrem       | OHC, tandrem                 | OHC, tandrem       | OHC, tandrem                 | OHC, tandrem              | OHC, tandrem              |
| Fødesystem                                     | Hvirvelkammer      | Hvirvelkammer                | Hvirvelkammer      | Hvirvelkammer                | Hvirvelkammer             | Hvirvelkammer             |
| Katalysator                                    | Nej                | Nej                          | Ja                 | Ja                           | Nej                       | Ja                        |
| Trykladning                                    | –                  | –                            | –                  | –                            | Turbolader, ladeluftkøler | Turbolader, ladeluftkøler |
| Køling                                         | Vandkøling         | Vandkøling                   | Vandkøling         | Vandkøling                   | Vandkøling                | Vandkøling                |
| Boring × slaglængde                            | 80,0 × 88,0 mm     | 83,0 × 88,0 mm               | 83,0 × 88,0 mm     | 83,0 × 88,0 mm               | 83,0 × 88,0 mm            | 83,0 × 88,0 mm            |
| Slagvolume                                     | 1769 cm³           | 1905 cm³                     | 1905 cm³           | 1905 cm³                     | 1905 cm³                  | 1905 cm³                  |
| Kompressionsforhold                            | 23,0:1             | 23,0:1                       | 23,0:1             | 23,0:1                       | 21,8:1                    | 21,8:1                    |
| Maks. effekt ved omdr./min.                    | 44 kW (60 hk) 4600 | 51 kW (69 hk) 4600           | 47 kW (64 hk) 4600 | 50 kW (68 hk) 4600           | 68 kW (92 hk) 4000        | 66 kW (90 hk) 4000        |
| Maks. drejningsmoment ved omdr./min.           | 110 Nm 2000        | 120 Nm 2000                  | 120 Nm 2000        | 120 Nm 2000                  | 196 Nm 2250               | 196 Nm 2250               |
| Kraftoverførsel                                |                    |                              |                    |                              |                           |                           |
| Drivende hjul                                  | Forhjul            | Forhjul                      | Forhjul            | Forhjul                      | Forhjul                   | Forhjul                   |
| Gearkasse (standardudstyr)                     | 5-trins manuel     | 5-trins manuel               | 5-trins manuel     | 5-trins manuel               | 5-trins manuel            | 5-trins manuel            |
| Gearkasse (ekstraudstyr)                       | –                  | 4-trins automatisk (ZF)      | –                  | 4-trins automatisk (ZF)      | –                         | –                         |
| Præstationer (fem-/tredørs)                    |                    |                              |                    |                              |                           |                           |
| Topfart                                        | 157 km/t           | 167 km/t (164 km/t)          | 161 km/t           | 165 km/t (164 km/t)          | 185 km/t                  | 183 km/t                  |
| Acceleration 0-100 km/t                        | 19,9 sek.          | 16,1 sek. (19,6 sek.)        | 18,5 sek.          | 16,7 sek. (19,6 sek.)        | 12,0 sek.                 | 12,0 sek.                 |
| Brændstofforbrug pr. 100 km ved blandet kørsel | 5,9 liter Diesel   | 5,9 liter (6,5 liter) Diesel | 5,9 liter Diesel   | 6,4 liter (6,5 liter) Diesel | 6,2 liter Diesel          | 6,5 liter Diesel          |
| Præstationer (Break)                           |                    |                              |                    |                              |                           |                           |
| Topfart                                        | –                  | 161 km/t (151 km/t)          | –                  | 160 km/t (151 km/t)          | 179 km/t                  | 177 km/t                  |
| Acceleration 0-100 km/t                        | –                  | 18,7 sek. (20,8 sek.)        | –                  | 19,1 sek. (20,8 sek.)        | 12,7 sek.                 | 12,9 sek.                 |
| Brændstofforbrug pr. 100 km ved blandet kørsel | –                  | 5,9 liter (6,5 liter) Diesel | –                  | 6,4 liter (6,7 liter) Diesel | 6,2 liter Diesel          | 6,7 liter Diesel          |

1. 1 2  Værdier i parentes gælder for versioner med automatgear

## Citroën Fukang
I Kina blev ZX mellem 1992 og 2009 fremstillet af Dongfeng Peugeot-Citroën Automobile under navnet Citroën Fukang.
Modellen blev i Peking meget brugt som taxi. En optisk modificeret og mod Xsara rettet version, Citroën Elysée, med længere akselafstand afløste sedanudgaven i 2002, hvorimod hatchbackudgaven med flere løbende modifikationer blev produceret helt frem til 2009.